# ロマーノ・ムスマッラ
ロマーノ・ムスマッラ（Romano Musumarra, 1956年7月21日 - ）は、イタリア・ラツィオ州ローマ県ローマ出身の作曲家、音楽プロデューサー、ミュージシャン、タレントである。
1970年代のイタリアでソフトロック・バンドのラ・ボッテガ・デラルテ La Bottega dell'Arte のメンバーとして活動した後、1980年代以降は作曲家・音楽プロデューサーに転身。ヨーロッパではフレンチ・ポップスの作曲家として著名だが、日本では映画音楽の作曲家として知られている。近年はフランスおよびイタリアのバラエティ番組に出演することが多い。
1980年代にフランスに渡って作曲・プロデュースしたエルザ・ランギーニの歌う「哀しみのアダージョ」T'en va pas、ステファニー・ド・モナコが歌う「恋はセンセーション」Ouragan、ジャンヌ・マスが歌う「赤と黒」En rouge et noir の3曲は、80年代のフレンチ・ポップスを代表する3曲として知られている。これらの楽曲は日本において、中森明菜、原田知世、石井明美、小田陽子、大貫妙子といった歌手によってカバーされた。
作曲家兼音楽プロデューサーとしてヒット曲を数多く生み出しながら、ミュージシャン出身者としてメディアに頻繁に露出し、従来の裏方的なイメージが強かった音楽プロデューサーにタレント性とブランド的価値を付加した。
日本ではロマーノ・ムスマラと表記されることもあるが、実際にはロマーノ・ムズマッラという発音が原音に最も近い。

## 経歴
1956年にローマに生まれ、9歳の時に同地の名門音楽学校サンタ・チェチーリア音楽院に入学し、音楽教育を受ける。入学後はフランコ・ロッシ、セルジョ・ペルティカローリ、ファウスト・ディ・チェーザレの教鞭のもとでピアノを学んだ。学年を重ねるとアルマンド・レンツィの教鞭によって作曲を、フランコ・フェラーラの教鞭によってオーケストラ指揮を学ぶ。
音楽院を卒業後、クラシック音楽からポピュラー音楽に興味を移し、1975年にラ・ボッテガ・デラルテ La Bottega dell'Arte というバンドに参加。当時ラヴ・ロックと呼ばれてイタリアで流行していたソフトロックを専門とするバンドとして"Che dolce lei" や"Bella sarai" などヒット曲を数多く送り出す。このバンドでムスマッラは作曲はもちろん、他のメンバーとのハーモニーによるボーカルおよび、ピアノ、フルート、ギターの演奏を担当した。ムスマッラの演奏スタイルは主にピアノの前に座って前奏をフルートで吹き、フルートを脇に置くとピアノを弾きながら歌うという形が多く、場合によってはピアノを離れてギターを演奏しながら歌うこともあるというスタイルであった。これはアカデミックな音楽教育を受けたムスマッラだからこそ可能なバンドのスタイルであった。
バンド活動と並行してムスマッラはフレッド・ボングスト、アリダ・ケッリ、フランコ・カリファーノ、ニーノ・カステルヌオーヴォといったイタリアの有名歌手への楽曲提供を行う。また、エレクトロ・ポップにも関心を示し、『悪魔のはらわた』（1974年）や『処女の生血』（1974年）の映画音楽で知られるクラウディオ・ジッツィとともに"Automat" というエレクトロ・ポップのインスト・アルバムを1978年に発表している。

### 渡仏、音楽プロデューサーとしての成功
1980年代になるとムスマッラはフランスに渡り、フレンチ・ポップスの作曲家兼プロデューサーとして精力的に活動する。1983年にはフランスの女性歌手ジャンヌ・マスへの楽曲提供・プロデュースによって成功を収める。
1984年にラ・ボッテガ・デラルテは解散。ムスマッラはアーティストとしての活動から離れて、作曲家兼音楽プロデューサーとしての活動に力を注ぐ。1980年代のムスマッラは伝統的なシャンソンやカンツォーネの影響をあまり感じさせない80年代的なディスコ音楽を得意とし、ヒット曲を多く世に送り出した。この時期のムスマッラは作曲家兼音楽プロデューサーとして、ジャンヌ・マス、ステファニー・ド・モナコ、セシリア、キャロル・ウェルスマンといった歌手をプロデュースしてスター歌手に育て上げる。特にステファニー・ド・モナコが歌う「恋はセンセーション」Ouragan と、ジャンヌ・マスが歌う「赤と黒」En rouge et noir は大成功を収めている。「恋はセンセーション」は日本において石井明美（「愛は嵐」と改題）や小田陽子によってカバーされた。また、後にムスマッラ夫人となるリンダ・ウィリアムをプロデュースしてスターに育て上げており、1989年にリンダ・ウィリアムが歌った「恋の傷あと」 Traces は日本でもディスコ音楽としてそこそこ話題となった。
1980年代のムスマッラはジャンヌ・マスへの楽曲提供でヒットを連発するが、1986年のジャンヌ・マス最大のヒット曲「赤と黒」En rouge et noir が収められた「今日の女たち」Femmes d'aujourd'hui というアルバムを最後に2人はコンビを解消し、その後ジャンヌ・マスの人気は急落してしまう。このアルバムのタイトル曲である"Femmes d'aujourd'hui" は日本において「モダン・ウーマン」という邦題で中森明菜によってカバーされた。
ムスマッラは自身がプロデュースしてスターに育て上げた歌手リンダ・ウィリアムと結婚。1994年には長男ヨーラムが生まれるが、妻リンダは2010年に45歳で自殺した。
ムスマッラはミレイユ・マチュー、シルヴィー・ヴァルタン、デミス・ルソスのような有名歌手に楽曲を提供した他、駆け出し時代のセリーヌ・ディオンにも、"Je ne veux pas"や「どう愛せばいいの」Comment t'aimer という楽曲を提供している。ムスマッラはその後も1991年にセリーヌ・ディオンの「フランス物語〜セリーヌ・ディオン、プラモンドンを歌う」というアルバムをプロデュースしており、このアルバムに収められた「愛は最悪の孤独」Je danse dans ma tête という楽曲はムスマッラが作曲した。「愛は最悪の孤独」は翌年にアルバムから独立してシングルカットして発売され、1992年3月23日にケベック有線チャートの圏内に入って以降、14週間連続でランクインし、最高位3位を記録した。ムスマッラは2007年にもセリーヌ・ディオンに "Baby close your eyes" という楽曲を提供している。
1996年にはレイ・チャールズに"Out My Life" という楽曲を提供するなど、国際的に活躍の場を広げた。また、変わったところではアラン・ドロンが歌う"Comme au cinéma" という曲を作曲・プロデュースしている。
ポップス界のみならず、著名なテノール歌手のルチアーノ・パヴァロッティに「夜」Notte と「歌」Il canto という2曲の歌曲を提供しており、これらの歌曲は近年、パヴァロッティ以外のテノール歌手のリサイタルでも取り上げられることが多い。さらに近年では若手テノール歌手としてオペラ界で注目を浴びているヴィットリオ・グリゴーロのポップスへの進出を、楽曲提供およびプロデュースによって手助けしている。パヴァロッティに提供した2曲のようなイタリア歌曲風の作品ではなく、グリゴーロのテノールによる発声技術を活かしながらポップスの技法で作曲されたミュージカルの歌曲を思わせるロマンティックな楽曲を提供しており、音楽ジャンルとしてはクラシカル・クロスオーバーとして分類される。ムスマッラの作曲・プロデュースによって、グリゴーロがクラシカル・クロスオーバーの人気歌手キャサリン・ジェンキンスとデュエットした"Il mio miracolo (You are My Miracle)" は特に評判となった。

### 映画音楽への進出
1986年には映画音楽に進出。レジス・ヴァルニエ監督、ジェーン・バーキン、ジャン＝ルイ・トランティニャン主演による『悲しみのヴァイオリン』（1986年）の音楽を担当する。この映画の主題歌としてムスマッラが作曲し、エルザ・ランギーニが歌ったシャンソン「哀しみのアダージョ」（T'en va pas）は世界的に大ヒットした。日本でも映画の公開翌年の1987年に、原田知世が大貫妙子の日本語詞により「彼と彼女のソネット」としてカバーした。また、この曲は大貫自身も同年のアルバム「A Slice Of Life」でカバーしている。また、『悲しみのヴァイオリン』のサウンドトラックに関しては、主題歌のみならずフルオーケストラによって演奏されたクラシカルで流麗な劇中曲も、ジョルジュ・ドルリューやフィリップ・サルドを思わせる重厚な映画音楽として評価を得た。
映画音楽作曲家としてのムスマッラは、主題歌としてムスマッラが作曲・プロデュースするポップス音楽を採用しながら、劇中音楽はドルリューやサルドといったフランス映画音楽の重鎮の作品と比較しても遜色のない、重厚で華麗なオーケストラ音楽を作曲した。特にムスマッラが1980年代にプロデュースしたフレンチ・ポップスのディスコ音楽的なサウンドが、伝統的なシャンソン・カンツォーネの愛好家から敬遠された傾向のある日本においては、ムスマッラはポップスの作曲家と言うよりこれらの流麗な映画音楽の作曲家としてフランス映画の愛好家から注目を集めた面もある。
ムスマッラが作曲した映画音楽の中では、特にフランシス・ジロー監督の"L'enfance de l'art"（1988年）のサウンドトラックの評価が高い。主題歌としてムスマッラがプロデュースする女性歌手キャロル・ウェルスマンのポップスを使用しながら、劇中曲はドルリューを思わせる華麗で耽美的なオーケストラ・スコアを提供している。
また、ジャック・ドレー監督の『恋の病い』Maladie d'amour（1987年）の映画音楽では、当時のムスマッラが多用していた自身がプロデュースする歌手のポップスを主題歌に採用する方式を採らずに、ソプラノ歌手がイタリア語の歌詞を歌うオペラティックなアリア風歌曲を提供し、クラシカルで重厚な映画音楽に仕上げていた。ムスマッラは後年、ルチアーノ・パヴァロッティへの歌曲提供やヴィットリオ・グリゴーロのポップス進出のプロデュースを行うなど、イタリア・オペラ界に密接に関わっていく。
また、1988年にはカルト的な人気を持つホラー映画監督ジェス・フランコによるスプラッター映画の傑作『フェイスレス』Les prédateurs de la nuit（1988年）の音楽を担当。主題歌としてイタリアの歌手ヴィンチェンツォ・トーマが歌うポップス「フェイスレス」Facelessを提供している。
1996年にヘンリー・ジェイムズの「教え子」をフランスで映画化したヴァンサン・カッセル主演の"L'élève"（1996年）に華麗な音楽を提供して以降は、映画音楽の作曲からは遠ざかり、ポップスの作曲・プロデュースに専念している。1998年には初めて母国イタリアの映画"Abbiamo solo fatto l'amore"（1998年）の映画音楽を手がけるが、この映画はほとんど話題になることなく終わり、現時点ではムスマッラにとって最後の映画音楽となっている。
ムスマッラがフランス映画の音楽を手がけ始めた時期はフランス映画の衰退が顕著な時期だっただけに、映画音楽における決定的な代表作を残せなかったことが惜しまれる。ムスマッラが音楽を手がけた映画としては最後の大作となった "L'élève" にしても、世界的にはレベルの低いモントリオール世界映画祭で監督賞を受賞した程度という寂しい評価に終わった。

### 近年の活躍
近年でもムスマッラは作曲家・音楽プロデューサーとして精力的に活動しており、特に若手歌手を発掘して育てることが多い。現在、フランス・イタリア・カナダの音楽界において若手が頭角を現すためには、ムスマッラに認められることが登竜門となっている。
近年のムスマッラは、元ミュージシャンとしての知名度を活かしてテレビタレントとしても活躍。特に2002年にアメリカで放送が開始されて以来根強い人気を持つアイドルオーディション番組『アメリカン・アイドル』の成功を受けて、フランスおよびイタリアにおいて放送が開始された同種の番組において審査員を務めることが多くなっている。

## 主なポップス音楽
- 恋はセンセーション（愛は嵐） Ouragan 歌：ステファニー・ド・モナコ、石井明美
- 哀しみのアダージョ（彼と彼女のソネット） T'en va pas 歌：エルザ・ランギーニ、原田知世
- モダン・ウーマン Femmes d'aujourd'hui 歌：ジャンヌ・マス、中森明菜
- 赤と黒 En rouge et noir 歌：ジャンヌ・マス
- ジョニー・ジョニー Johnny Johnny 歌：ジャンヌ・マス
- なんでも初めてのこと Toute première fois 歌：ジャンヌ・マス
- "Out My Life" 歌：レイ・チャールズ
- "Cœur en stéréo" 歌：ジャンヌ・マス
- "L'Enfant" 歌：ジャンヌ・マス
- "Sauvez-moi" 歌：ジャンヌ・マス
- 夜 Notte 歌：ルチアーノ・パヴァロッティ
- 歌 Il canto 歌：ルチアーノ・パヴァロッティ
- 恋の傷あと Traces 歌：リンダ・ウィリアム
- 愛は最悪の孤独 Je danse dans ma tête 歌：セリーヌ・ディオン
- どう愛せばいいの Comment t'aimer 歌：セリーヌ・ディオン
- "Je ne veux pas" 歌：セリーヌ・ディオン
- "Femme sous influence" 歌：シルヴィー・ヴァルタン
- "La musique du bonheur" 歌：ミレイユ・マチュー
- "Contes de fées" 歌：ミレイユ・マチュー
- "Comme si c'était écrit" 歌：ミレイユ・マチュー
- "Un frère un ami" 歌：ロッシュ・ヴォワジーヌ
- "Itinéraire" 歌：ジュディット・ベラール
- "Aime" 歌：ブリュノ・ペルティエ
- "Seul" 歌：ガルー
- "Gitan" 歌：ガルー
- フェイスレス Faceless 歌：ヴィンチェンツォ・トーマ
- クリスタル・アイズ Crystal Eyes 歌：ヴィンチェンツォ・トーマ
- フラッシュ Flash 歌：ステファニー・ド・モナコ
- "Fleurs du mal (À Paul)" 歌：ステファニー・ド・モナコ
- "L'autre soleil (Ha-ha)" 歌：リンダ・ウィリアム
- "L'homme oublié" 歌：リンダ・ウィリアム
- "Candle in my heart" 歌：キャロル・ウェルスマン
- "Just imagination" 歌：キャロル・ウェルスマン
- "Comme au cinéma" 歌：アラン・ドロン
- "On écrit sur les murs" 歌：デミス・ルソス
- "Laissez moi rev'nir sur terre" 歌：ジネット・レーノ
- "Il mio miracolo (You are My Miracle)" 歌：キャサリン・ジェンキンス＆ヴィットリオ・グリゴーロ
- "Molise" 歌：フレッド・ボングスト
- "Prima il nulla, ora..." 歌：フレッド・ボングスト

## 主な映画作品
- 悲しみのヴァイオリン La femme de ma vie (1986)
- 恋の病い Maladie d'amour (1987)
- わが美しき愛と哀しみ Mon bel amour, ma déchirure  (1987)
- 風の中のリセエンヌ Les nouveaux tricheurs (1987)
- フェイスレス Les prédateurs de la nuit (1988)
- "L'enfance de l'art" (1988)
- ボワ・ノワール／魅惑の館 Les bois noirs (1989)
- "Jean Galmot, aventurier" (1990)
- 流血の絆 Le Grand Pardon II (1992)
- "Délit mineur" (1994)
- "L'ours en peluche" (1994)
- "L'élève" (1996)
- "Abbiamo solo fatto l'amore" (1998)